# 逃出生天 (遊戲)
《逃出生天》是由霧影工作室開發並由美商藝電發行在PlayStation 4、Xbox One和Microsoft Windows平台的動作冒險遊戲，同時亦是約瑟夫·法瑞斯繼《兄弟：雙子傳說》後的第二作。該作最初公佈於E3 2017，沒有單人模式，只能以區域網或在線的分割螢幕合作遊戲模式遊玩。

## 遊戲玩法
《逃出生天》是一款第三人稱的動作冒險遊戲。作品以分割螢幕合作遊戲模式的方向設計，這意味著如果想遊玩該作的話就只能在區域網或在線上找另一個人與自己一起遊玩。在遊戲中玩家操縱其中一位希望逃獄的囚犯，他們分別是李奧·卡魯索（Leo Caruso）和文森特·莫雷蒂（Vincent Moretti），選擇角色之後，兩位主角的故事會被同時告知。某些時候，兩者的遊戲進程會分開，因此可能會出現一位玩家在控制他的角色，而另一個玩家在觀看劇情畫面的情況。玩家需要相互配合，遊戲劇情才能取得進展，且在兩個角色都有不同的任務下，每個狀況都可有所不同。舉例來說，在一個監獄逃生的場景中，一個玩家需要使獄卒分神，而另一個玩家則需要找到一個能幫助他們逃跑的工具。當沒辦法完成任務的時候，李奧和文森特可以在下一周目切換角色。另外，兩位玩家也可以與NPC進行交流。

## 情景
1972 年，文森特因诈骗和谋杀罪入狱。在监狱里，他遇到了利奥，后者因盗窃、袭击和持械抢劫罪入狱六个月。在自助餐厅，犯罪头目哈维派来的一名暴徒试图谋杀利奥，但文森特尝试阻止，导致他们两人都被送往医务室，而暴徒在刺伤并杀死一名狱警后被殴打致死。在医务室，利奥请求文森特帮忙从办公室偷一把凿子，文森特答应了。成功盗窃后，文森特感觉到利奥正在计划越狱，并提出帮忙。利奥最初拒绝了，但当文森特透露他与哈维有怨恨时，利奥勉强同意合作。
利奥和文森特的越狱计划取得了进展，他们偷了床单做绳子，偷了一把扳手打开了格栅。两人通过团队合作和收集的工具，在一个雨夜从监狱逃了出来。在荒野中躲避警察后，两人找到了一个空营地，并钓到了鱼做食物。文森特透露，他曾经是一名银行家，哈维让他洗钱，然后谋杀了他的兄弟作为警告，并诬陷文森特谋杀。利奥正准备开始讲述他的故事，但被一架警用直升机打断了，两人又开始行动。他们找到了一对老夫妇的房子，两人偷了几件衣服、一把猎枪和一辆卡车，然后开着车躲避追捕的警察，并找到了一个皮划艇。但是一个大瀑布把这艘船撞毁了。之后两人找到了一个没人的地方，利奥透露他和哈维偷了一颗价值不菲的宝石，即黑色奥洛夫，但当利奥试图出售它时，哈维背叛了他，杀死了他们的买家并带着宝石逃跑，导致利奥被认为是杀人犯而被监禁。
在城市的拖车公园，利奥确认了妻子琳达和儿子亚历克斯的安全，然后和文森特一起去了一处建筑工地。他们找到了雷，哈维的下属之一，是一名建筑工头。经过一番追逐，他们抓住并折磨了他，以了解哈维的位置，即墨西哥。两人密谋报复哈维。他们抢劫了一个加油站，然后从军火商茉莉那里购买了两把枪支。当两人离开时，茉莉背叛了他们，向哈维透露了他们的位置。在电话亭，文森特打电话给飞行员艾米丽，说服她带他们飞往墨西哥。他从她那里得知，他的妻子卡罗尔刚刚分娩。两人同意去医院，但遇到了哈维派来的杀手，他们最终制服了杀手。他们去了医院，文森特见到了他刚出生的女儿朱莉，但由于警察包围了医院，他们被迫离开。利奥被捕，但在文森特的帮助下逃脱了。
第二天，文森特和利奥在艾米丽的机库遇见了她，她把他们送到了墨西哥。当他们两人前往哈维的豪宅时，发生了一场枪战。在与哈维的警卫搏斗并最终与哈维本人搏斗后，两人制服了哈维，迫使他归还黑奥洛夫，并在他试图劫持其中一人作为人质后杀死了他。文森特和利奥带着黑奥洛夫逃走，乘坐艾米丽的飞机返回美国，但降落后被警察包围。一名警官从里奥手中夺过黑奥洛夫，并递给文森特一把枪，证实了他和艾米丽都是卧底的FBI特工；里奥和哈维的黑奥洛夫交易实际上是一次诱捕行动，被哈维杀害的毒贩是文森特的兄弟加里。
里奥感到被背叛，于是制服了文森特，将他劫为人质，并劫持了一辆警车逃跑。在试图避开警方的路障时，他不小心将车开入水中。两人都逃离了沉没的车辆，里奥偷了一艘船，而艾米丽则驾驶警用直升机将文森特接走。在追逐过程中，文森特试图摧毁船的引擎，但里奥跳下船，然后船撞上油箱，他跑进了港口的仓库。艾米丽让直升机降落，她和文森特一起追赶里奥。里奥设法伏击了艾米丽，夺走了她的枪，命令她离开，因为战斗发生在他和文森特之间。枪战以两人受伤、手无寸铁、精疲力竭地倒在屋顶上而告终。看到其中一支枪就在附近，两人都试图伸手去拿，但只有一人成功了，并射杀了另一人。两人在被枪击者因伤势过重而死亡之前，度过了最后的友谊时刻。
- 如果文森特幸存下来，他会告诉琳达利奥的死讯，然后回到卡罗尔身边，向她表示自己已从联邦调查局辞职，以挽救他们的婚姻并抚养他们的女儿。
- 如果利奥幸存下来，他会把文森特的道歉信交给卡罗尔，然后在文森特的葬礼举行时与家人一起离开小镇。

## 開發
《逃出生天》的開發商是霧影工作室，一個由瑞典籍黎巴嫩裔電影導演約瑟夫·法瑞斯領導的小型遊戲工作室，團隊中有好幾個成員曾參與Starbreeze Studios的《兄弟：雙子傳說》的開發。《逃出生天》於2014年下半開始開發，團隊的開發理念是想設計一個與眾不同的合作遊戲，其結果是，團隊選擇脫出傳統主流合作遊戲的框架，製出一款必須與另一玩家合作遊玩的完整遊戲。法瑞斯表示他對開發《逃出生天》一事充滿熱情，為了製作遊戲，他取消了其下一部電影的計劃，只為花更多時間在開發工作中。
法瑞斯認為《逃出生天》是一場「令人激動的冒險」，即使是在在線遊玩的過程中還是會播放過場動畫，以確保玩家可以了解另一角色的故事。《逃出生天》有各種遊戲元素，包括潛行和駕駛車輛等，這樣可使玩家經歷不同的遊戲環境，並使遊戲變得更為有趣。而為了令兩個主角更符合現實，開發團隊確保李奧和文森特擁有獨特的個性，並在與遊戲世界的人物進行互動時有不同的意見或反應。另外，法瑞斯的哥哥法瑞斯·法瑞斯則會在《逃出生天》中飾演李奧。
《逃出生天》是美商藝電的「EA Originals」計劃的一部分，該計劃致力於資助小型公司製作的獨立遊戲。藝電的執行副總裁帕特里克·瑟德隆德對《兄弟：雙子傳說》留下深刻印象後，便親自與法瑞斯見面，讓他與藝電成立合作夥伴關係。成為夥伴後，藝電為《逃出生天》的開發提供了370萬美元。霧影工作室的建立和其與藝電的合作關係在2014年遊戲大獎上遭公開，之後在2017年的E3期間，藝電的新聞發布會則披露遊戲的標題和玩法。《逃出生天》於2018年3月23日在Microsoft Windows、PlayStation 4和Xbox One上發行。

## 反應
| 汇总媒体   | 得分                                |
| ---------- | ----------------------------------- |
| Metacritic | PC：78/100 PS4：81/100 XONE：80/100 |

| 媒体            | 得分   |
| --------------- | ------ |
| 电子游戏月刊    | 8/10   |
| Game Informer   | 7/10   |
| Game Revolution | [ 20 ] |
| GamesRadar+     | [ 21 ] |
| GameSpot        | 6/10   |
| IGN             | 8.3/10 |
| PC Gamer美国    | 64/100 |
| Polygon         | 7.5/10 |

### 獎項
| 年份 | 獎項             | 類別                                | 結果 | 來源          |
| ---- | ---------------- | ----------------------------------- | ---- | ------------- |
| 2018 | 金搖桿獎         | 最佳合作遊戲                        | 提名 | [ 26 ] [ 27 ] |
| 2018 | 遊戲大獎         | 最佳遊戲執導                        | 提名 | [ 28 ] [ 29 ] |
| 2018 | 遊戲玩家選擇獎   | 最受粉絲歡迎多人遊戲                | 提名 | [ 30 ]        |
| 2018 | 遊戲玩家選擇獎   | 年度最受粉絲歡迎角色（利奧·卡魯索） | 提名 | [ 30 ]        |
| 2019 | NAVGTR獎         | 最佳遊戲引擎視角指導                | 提名 | [ 31 ] [ 32 ] |
| 2019 | NAVGTR獎         | 最佳原創動作遊戲                    | 獲獎 | [ 31 ] [ 32 ] |
| 2019 | NAVGTR獎         | 最佳新IP原創戲劇類音樂              | 提名 | [ 31 ] [ 32 ] |
| 2019 | NAVGTR獎         | 最佳戲劇類遊戲編劇                  | 提名 | [ 31 ] [ 32 ] |
| 2019 | 英国学院游戏奖   | 最佳多人遊戲                        | 獲獎 | [ 33 ] [ 34 ] |
| 2019 | 義大利電子遊戲獎 | 創新獎                              | 提名 | [ 35 ]        |

## 外部連結
- 官方网站